# 台鐵32700型對號快客車
台鐵35SPK32700型鋼體客車是台鐵在1970年向日本新潟鐵工、近畿車輛、富士重工採購，是台鐵最後一批對號快車用客車，共引進100輛，目前僅存35SPK32717、32757在籍，部分車輛改為工程宿營車使用。另有50輛加裝冷氣改造為35SPK2300型車廂，原規劃作為復興號列車使用並以復興號票價計費，因旅客反彈改回以普通車、快車票價計費，並轉作為「冷氣平快」使用。
35SPK32700型的第100輛35SPK32800號是台鐵史上第一輛個位數與十位數均為0的車輛(推拉式自強號引進後出現35PPT1100號及35PPT1200號2輛)，但在35SPK2300型的改造案中被改造為35SPK2303號而消滅。
除本型車外，台鐵曾有車型為35SP32700型的客車，兩者極易搞混。

## 車型概要

### 35SPK32700
- 採購輛數：100輛 (35SPK32701~32800)
- 製造廠商：近畿車輛、富士重工、新潟鐵工所
- 製造年份：1970年
- 車輛座位：座位：62位
- 車輛皮重：29.64噸
- 換算噸數：空：30噸，重：35噸
- 轉向架：TR-35
- 軔機裝置：AV氣軔
- 最高速度：100 km/hr
- 車輛規格：
  - 長：20,000 mm
  - 寬：2,865 mm
  - 高：3,953 mm
- 改籍30ES32700型：35SPK32703、32711、32716、32748、32750
  - ES32703：岡山車站
  - ES32711：苗栗車站
  - ES32716：台北機務段機務搶修車
  - ES32748、32750已報廢解體
- 目前35SPK32717、32757配置於高雄機務段，目前已進廠翻新，並做為藍皮解憂號車廂。

## 保存車輛
- SPK32712、32737、32738、32746、32781：舊高屏溪鐵橋(屏東端)
- SPK32721：屏東縣西勢豐田國小附近(私人收藏)
- SPK32726：花蓮縣謙謹休閒農場
- SPK32729：新幹線列車火車民宿
- SPK32749：車埕觀光小學堂

## 圖片集

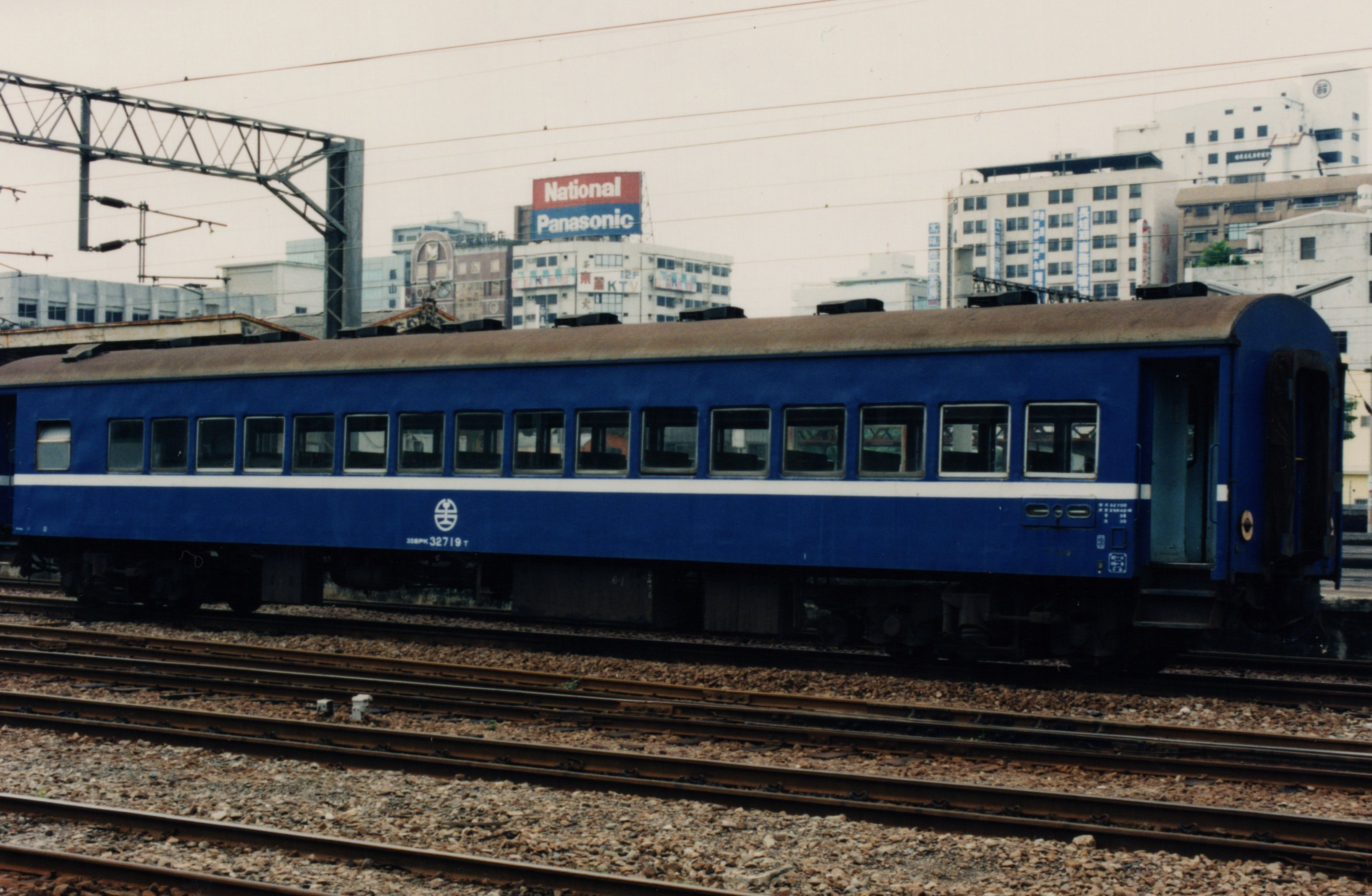
35SPK32719號
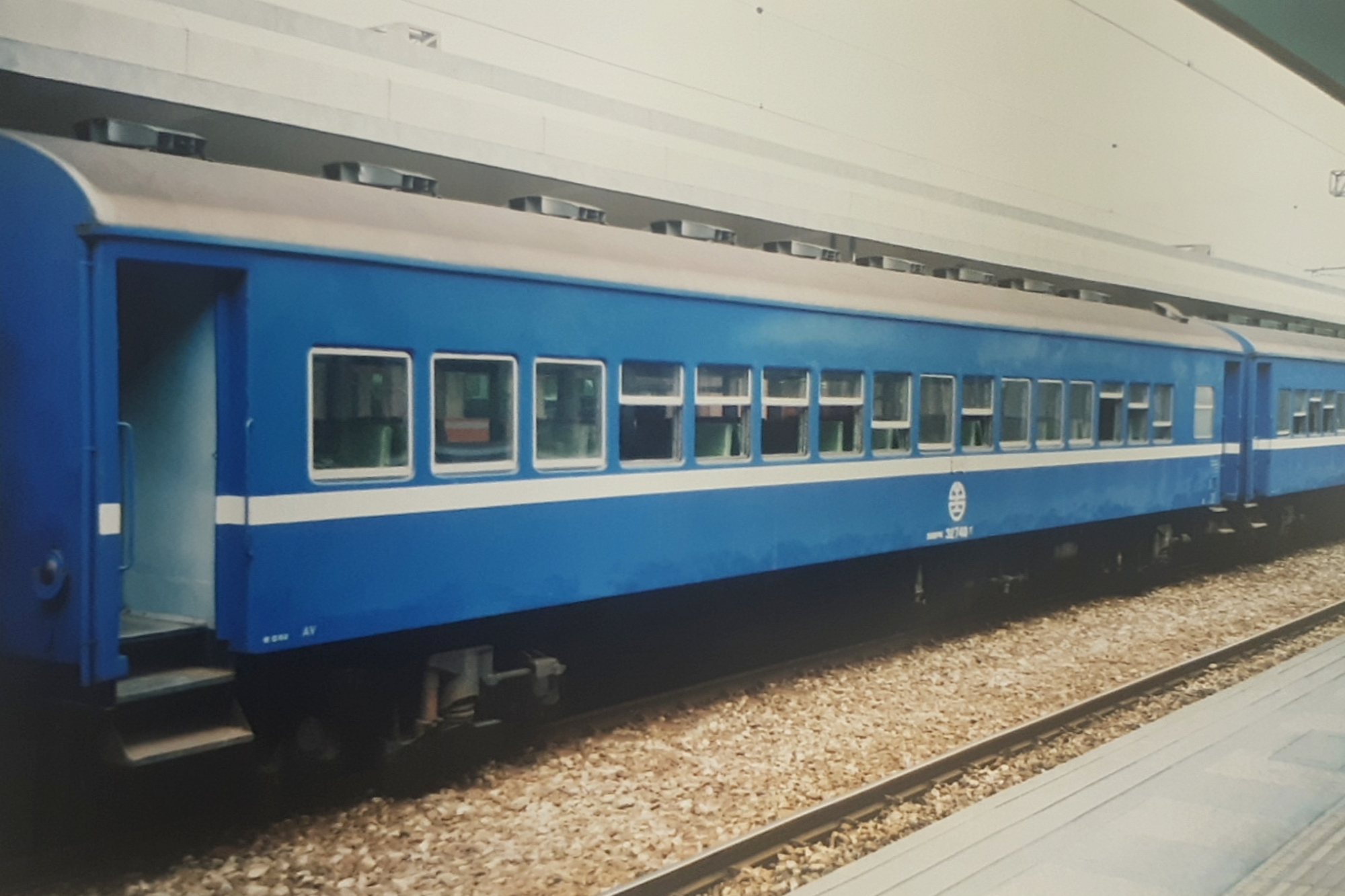
35SPK32740號
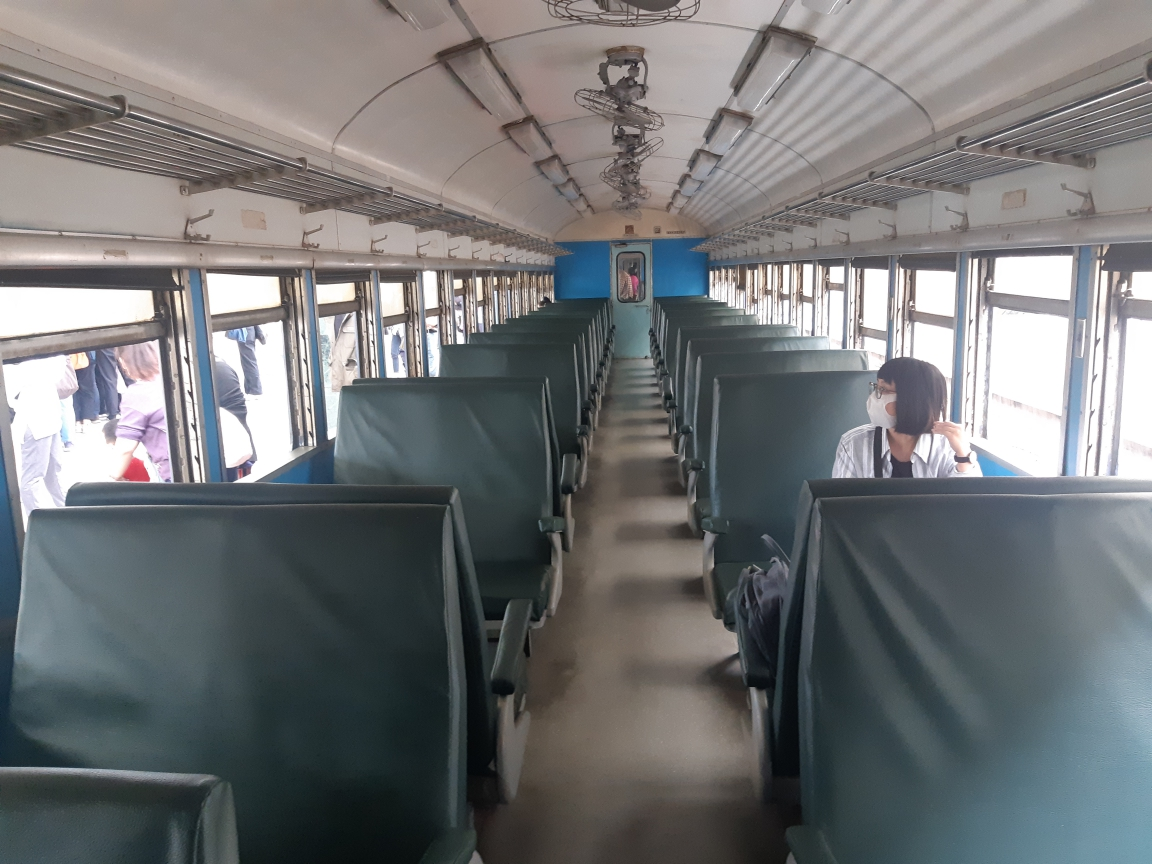
35SPK32700型內裝
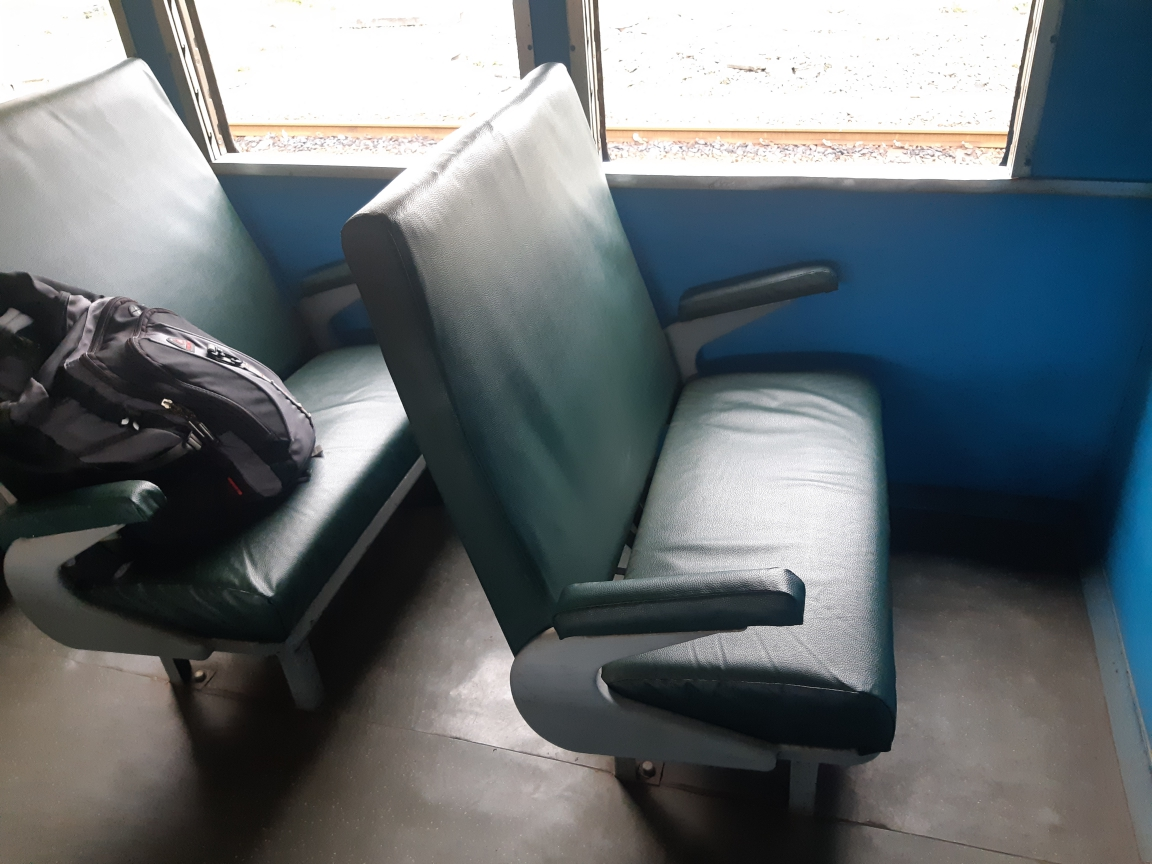
35SPK32700型的座椅為不可躺的旋轉椅